# 月丘

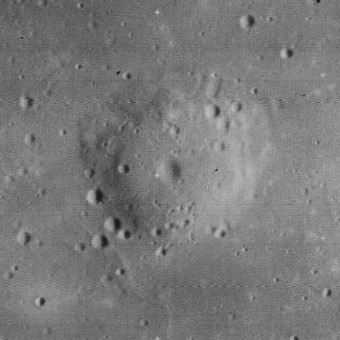
底部横跨约11公里典型的月丘-“米利奇乌斯 π”。

月丘（lunar dome）又称月球“穹顶丘”或“穹丘”，是一种在月球表面发现的盾状火山。它们通常由局部喷口喷发的高粘度，可能富含二氧化硅的岩浆缓慢冷却而成。月丘具有宽广、圆状的拱形特征，其坡面倾斜缓和，中心点隆起高度数百米，直径一般为8至12公里直径，但也有些横跨达20公里。一些月丘的峰顶通常都有一座小洞坑。
一些月丘已被证明是由与月海相同的岩层所构成，但其形成机制可能与构成月海的熔岩流不同。据认为，这些穹顶丘形成于一个更接近月表的小型岩浆腔（比月海的）。这使得内部的岩浆压力较低，熔岩流流出速度更慢。通过表面裂缝上升的岩浆泉最终集中从一主喷口涌出。这种集中涌出可能导致在月丘峰顶形成了一座喷口坑。
马利厄斯丘陵群曾被考虑为阿波罗15号的一处候选着陆点，在这一区域如霍尔登修陨石坑北面、托·迈耶环形山南面、吕姆克山山顶以及丰富海中等都集聚有众多的月丘。同时也发现了单座的月丘，包括基斯 π和“米利奇乌斯 π”、格罗特胡森·伽玛山和格罗特胡森·德尔塔山以及卫星坑“冈巴尔 C”、卡普纳斯环形山和比尔陨石坑东南的月丘；柯西陨石坑附近的一对月丘-柯西·奥米伽和柯西·陶，同样在阿拉戈陨石坑附近也有二座月丘，分别为“阿拉戈 α”和“阿拉戈 β”；在伊萨姆山南面还有二座月丘。
国际天文联合会未将月球盾状火山列为明确的地质类型并予以命名。1964年天文学家韦斯特福尔（B. Westfall）依据形成时间将它们分为七种类型。

## 例证

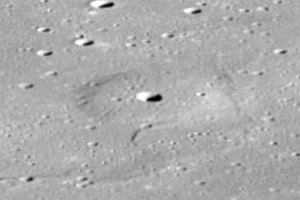
顶部坐落了唐娜陨石坑的“柯西·奥米伽丘”，静海
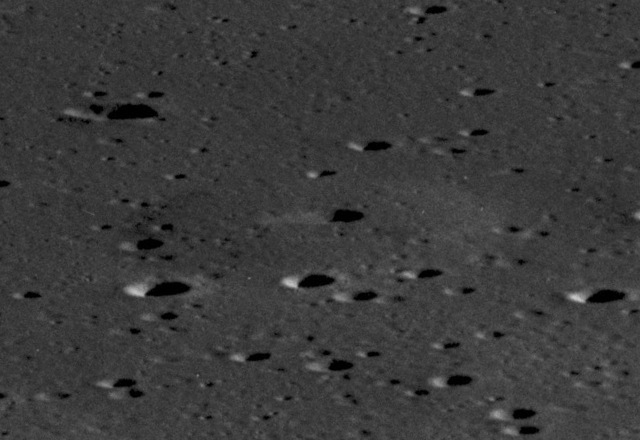
辛纳斯陨石坑北面月丘斜视图，静海
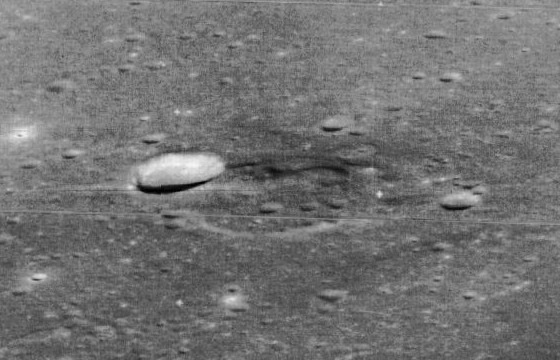
丰富海中梅西耶陨石坑附近的月丘斜视图，注意暗'晕'沉积物，图中左边的陨坑无关（形成于月丘之后）。
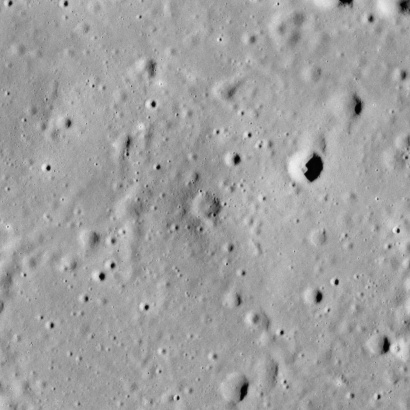
比尔陨坑南面的月丘，雨海
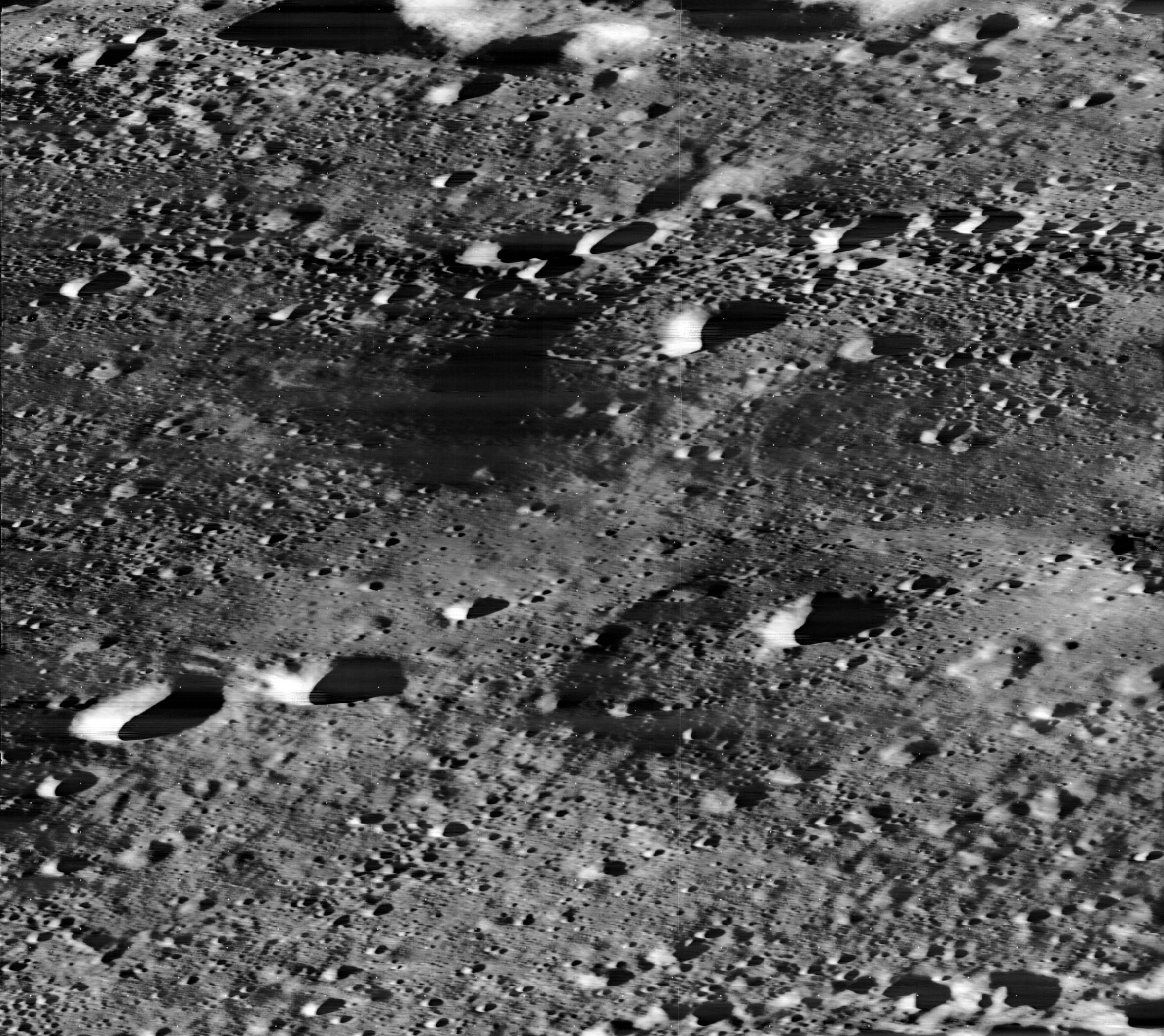
霍尔登修陨石坑北面六座月丘中的其中三座，月球器3号拍摄。